# Fröspindel
Fröspindel (Achaearanea lunata) är en spindelart som först beskrevs av Carl Alexander Clerck 1757.  I den svenska databasen Dyntaxa används istället namnet Parasteatoda lunata. Enligt Catalogue of Life ingår fröspindel i släktet Achaearanea och familjen klotspindlar, men enligt Dyntaxa är tillhörigheten istället släktet Parasteatoda och familjen klotspindlar. Arten är reproducerande i Sverige. Utöver nominatformen finns också underarten A. l. serrata.